# 柏井站
柏井站是一个北同蒲线上的铁路车站，位于山西省阳曲县柏井村，建于1962年，目前为五等站，邮政编码为030105。目前客运：办理旅客乘降；不办理行李、包裹托运；不办理货运营业。

## 车站历史
建于1962年。